# 阿多納拉島
阿多納拉島是印度尼西亞東努沙登加拉省小巽他群島的小島，屬於索洛群島，位於弗洛勒斯島以東，面積497平方公里，最高點海拔1,659米，是群島中最高的島嶼，東臨龍布陵島。

## 外部連結
- Satellite photo of Adonara — at Windows to the Universe, showing Adonara's volcanoes

8°15′S 123°09′E / 8.250°S 123.150°E